# Greta Hofsten
Greta Elisabeth Wingren von Hofsten, född Bagger-Sjöbäck den 18 april 1927 i Klara församling, Stockholm, död 9 juli 1996 i Allhelgonaförsamlingen i Lund, var en svensk journalist och publicist, framför allt känd som chefredaktör för tidskriften Folket i Bild/Kulturfront under IB-affären 1973. Hon gav även ut tidskriften Nålsögat, ett forum för kristen socialism.

## Familj
Greta Hofsten var dotter till Eduard Sjöbäck och Edith Bagger-Jörgensen och syster till politikern Inga Thorsson. Hon var gift 1946–1950 med Henrik Petrén, 1957 kortvarigt med Erland Hofsten och från 1976 med teologen Gustaf Wingren. Hon hade två söner i det första äktenskapet.